# Enzo Boschetti
Enzo Boschetti (Costa de' Nobili, 19 novembre 1929 – Esine, 15 febbraio 1993) è stato un presbitero italiano, fondatore della comunità Casa del Giovane di Pavia, attiva contro le dipendenze ed altre forme di disagio. È in corso la sua causa di beatificazione.

## Biografia
Enzo Boschetti nacque il 19 novembre 1929 a Costa de' Nobili, un paesino di campagna in provincia di Pavia, secondo dei tre figli di Esterina e Silvio Boschetti, di professione autotrasportatore. Visse un'infanzia semplice, caratterizzata dalla povertà e dai disagi comuni a tutti in quegli anni.
Nell'adolescenza frequentò l'Azione Cattolica. Alcuni ritiri spirituali tenuti a Villa S. Cuore di Triuggio fecero nascere in lui una generosa e sincera ricerca vocazionale, che culminò nel 1949 con la sua fuga da casa e l'ingresso nell'Ordine dei carmelitani scalzi a Monza, dopo aver letto l'autobiografia Storia di un'anima di Santa Teresa di Lisieux.
Trascorse 7 anni come semplice frate carmelitano; in seguito venne inviato nel deserto del Kuwait come missionario, dove avvertì fortemente la chiamata al sacerdozio. Per realizzare ciò dovette uscire a manlincuore dall'Ordine religioso del Carmelo, che amava molto, e studiare come vocazione adulta. Venne ordinato sacerdote nel 1962, con l'imposizione delle mani del vescovo di Pavia Carlo Allorio.
Svolse il suo ministero sacerdotale come curato di parrocchia, prima a Chignolo Po, poi a Pavia nella parrocchia del Santissimo Salvatore.
Fu vicino soprattutto ai nomadi, agli operai ed alla gente semplice e povera; nel 1968 iniziò ad accogliere giovani emarginati ed in difficoltà nella cappella seminterrata di Viale Libertà a Pavia.
Negli anni '70, coinvolgendo per la prima volta volontari laici, mediante un sistema educativo nato dalla sua ricca esperienza umana e spirituale in continua ricerca, nacquero le comunità di "vita e di servizio", che accoglieranno minori e giovani in difficoltà in un contesto di condivisione e di crescita, aperto al sociale e attento alla persona.
Nacquero poi vere e proprie vocazioni, sia sacerdotali che di consacrazione e di famiglia, all'interno di in una Fraternità di vita. 
L'11 febbraio 1992 il vescovo di Pavia Giovanni Volta riconobbe ufficialmente l'opera del sacerdote nell'ambito della Chiesa locale quale Associazione Privata di Fedeli e ne approvò lo Statuto.
Boschetti morì all'ospedale di Esine (BS) il 15 febbraio 1993, all'età di 63 anni, a causa di un tumore al pancreas.
Il 15 febbraio 2006 il vescovo di Pavia Giovanni Giudici ha ufficialmente aperto la causa di beatificazione di don Enzo Boschetti. Conclusa la prima fase del processo il 15 febbraio 2008,  la causa ha proseguito il suo iter presso la Congregazione per le Cause dei Santi, che in data 5 luglio 2019 ha emesso il decreto sull'eroicità delle virtù, dichiarando don Boschetti "venerabile".

## Opere
- Ascolta popolo mio, Pavia, Edizioni CdG, 1996, ISBN 978-88-8396-041-3
- Carissimo don..., Roma, Edizioni OCD, 2007, ISBN 978-88-7229-325-6
- Con Gesù sulla strada, Pavia, Edizioni CdG, 1995, ISBN 978-88-8396-031-4
- Donarsi nel servizio, Roma, Edizioni OCD, 2008, ISBN 978-88-7229-384-3
- Droga. Un contributo di prevenzione, Pavia, Edizioni CdG, 1990, ISBN 978-88-8396-019-2
- Il coraggio di educare, Pavia, Edizioni CdG, 2002, ISBN 978-88-8396-074-1
- L'alternativa, Pavia, Edizioni CdG, 1982, ISBN 88-8396-000-9
- Le radici del servizio, Roma, Edizioni OCD, 2007, ISBN 978-88-7229-353-9
- Progetto servizio, Pavia, Edizioni CdG, 1987, ISBN 978-88-8396-006-2
- Sotto il segno della speranza, Pavia, Edizioni CdG, 1997, ISBN 978-88-8396-026-0
- Tutta la vita è un viaggio insieme, Pavia, Edizioni CdG, 1994, ISBN 978-88-8396-018-5
- Una speranza per la droga, Pavia, Edizioni CdG, 1986, ISBN 978-88-8396-001-7